# Націонал-соціалістична жіноча організація

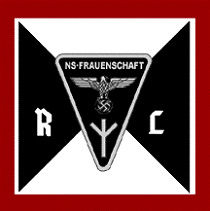
Штандарт «Райхсфрауенфюрерін»

Вимпел лідера організації на рівні Гау (Гауфрауеншафтслейтерін)

Націонал-соціалістична жіноча організація (нім. Nationalsozialistische Frauenschaft) — жіноча організація Націонал-соціалістичної німецької робочої партії (НСДАП). Була створена у жовтні 1931 року внаслідок злиття низки національних та націонал-соціалістичних жіночих організацій. Організація була підпорядкована національному партійному керівництву НСДАП. Дівчата з 14 до 18 років підпадали під юрисдикцію Союзу німецьких дівчат. У період націонал-соціалізму з 1933 року завданням організації була координація роботи всіх інших, не нацистських жіночих груп і об'єднань.
Жіноча організація на 31 грудня 1932 року налічувала 109 320 членів. До 1938 року чисельність організації досягла загальної кількості членів у розмірі 2 млн, що еквівалентно 40% від загальної кількості членів партії. Тим не менш, політичний вплив Організації в нацистській партії та у лідерів держави був близьким до нуля. У зв'язку з реорганізацією національної організації НСДАП, проведеної Грегором Штрассером, роль жінок у економічній та політичній діяльності була обмежена. Німецька жінка визначалася як домогосподарка та мати. По всій країні організацією було влаштовано курси для майбутніх матерів. Загальний догляд і виховання дітей були класифіковані як «жіночий життєвий простір» (з погляду соціального середовища). Ці ідеї були підтримані жінками консервативного середнього класу.
З лютого 1934 до закінчення Другої світової війни в 1945 році Націонал-соціалістичну жіночу організацію очолювала Райхсфрауенфюрерін (нім. Reichsfrauenführerin — Імперський лідер жінок Гертруда Шольц-Клінк (1902-1999). Раз на два тижні організацією випускався журнал «NS-Frauen-Warte».
Діяльність організації була спрямована на поширення серед німецьких жінок ідей націонал-соціалістичної ідеології та підтримки лідерів партії та держави. Вона була спрямоване на те, щоб пропагувати модель націонал-соціалістичної жінки відповідно до політики, яка визначалась режимом. До завдань організації входило навчання наречених та школярок у використанні німецької продукції замість імпортної в рамках забезпечення автаркії (самодостатності). Під час війни організація займалася збором металобрухту та інших матеріалів вторсировини, забезпечувала служниць для багатодітних сімей, влаштовувала кулінарні курси.